# Красиково (Тверская область)
Красиково — деревня в Кимрском районе Тверской области. Входит в состав Центрального сельского поселения.

## География
Находится в юго-восточной части Тверской области на расстоянии приблизительно 2 км на северо-запад по прямой от районного центра города Кимры в левобережной части района.

## История
Известна была с 1628 года как пустошь. В 1781 году уже деревня с 13 дворами, в 1806 с 6 дворами. В 1859 году здесь (деревня Корчевского уезда Тверской губернии) было учтено 10 дворов, в 1893 — 13. Ныне имеет дачный характер.

## Население
Численность населения: 63 человека (1781 год), 44 (1806), 60 (1859), 75 (1893), 0 как в 2002 году, так и в 2010.